# Stefan Wessels
Stefan Wessels (Rahden, Alemania Federal, 28 de febrero de 1979) es un ex-futbolista alemán, se desempeñaba como guardameta. Comenzando como un prometedor portero, Wessels tuvo una discreta carrera deportiva, disputando 6 partidos con el Bayern de Múnich, además de jugar varias temporadas con el FC Colonia, y una temporada con el Everton FC, el FC Basel y el Odense BK.

## Clubes
| Club                | País       | Año         | Partidos | Goles |
| FC Bayern de Múnich | Alemania   | 1999 - 2003 | 6        | 0     |
| 1. FC Colonia       | Alemania   | 2003 - 2007 | 93       | 0     |
| Everton FC          | Inglaterra | 2007 - 2008 | 2        | 0     |
| VfL Osnabrück       | Alemania   | 2008 - 2009 | 21       | 0     |
| FC Basel            | Suiza      | 2009 - 2010 | 1        | 0     |
| Odense BK           | Dinamarca  | 2011 - 2012 | 23       | 0     |

## Palmarés
FC Bayern de Múnich
- Bundesliga: 1999-00, 2000-01, 2002-03
- Copa de Alemania: 2000, 2003
- Copa de la Liga de Alemania: 1999, 2000
- UEFA Champions League: 2000-01
- Copa Intercontinental: 2001

FC Basel
- Super Liga Suiza: 2009-10
- Copa de Suiza: 2010

- Datos: Q635412
- Multimedia: Stefan Wessels / Q635412